# Échec au crime (film, 1937)
Pour le film de H. Bruce Humberstone sorti en 1945, voir Échec au crime (film).
Pour plus de détails, voir Fiche technique et Distribution.
Échec au crime (titre original : I Promise to Pay) est un film américain réalisé par D. Ross Lederman, sorti en 1937.

## Fiche technique
- Titre français : I Promise to Pay
- Réalisation : D. Ross Lederman
- Scénario : Mary C. McCall Jr. et Lionel Houser
- Direction artistique : Stephen Goosson
- Photographie : Lucien Ballard
- Montage : James Sweeney (en)
- Société de production : Columbia Pictures
- Pays d'origine : États-Unis
- Format : Noir et blanc - 1,37:1
- Genre : policier
- Durée : 68 minutes
- Date de sortie : 1937

## Distribution
- Chester Morris : Eddie Lang
- Leo Carrillo : Richard Farra
- Helen Mack : Mary Lang
- Thomas Mitchell : Procureur J.E. Curtis
- Thurston Hall : Capitaine de police Hall
- John Gallaudet : Al Morton
- Patsy O'Connor (en) : Judy Lang
- Wallis Clark : B.G. Wilson
- James Flavin : Bill Seaver
- Edward Keane (en) : Mike Reardon
- Harry Woods : Fats
- Henry Brandon : Fancyface
- Marc Lawrence : Whitehat